# 2019年科技
2019年科學技術領域所發生的一些重要事件。

## 重大獎項

### 诺贝尔奖
- 物理學：吉姆·皮布尔斯、迪迪埃·奎洛兹、米歇尔·麦耶
- 化學：約翰·B·古迪納夫、斯坦利·惠廷厄姆、吉野彰
- 醫學：威廉·凱林、彼得·拉特克利夫、格雷格·塞門扎
- 文學：彼得·漢德克
- 和平：阿比·艾哈邁德·阿里
- 經濟學：阿巴希·巴納吉、艾絲特·杜芙若、麥可·克雷默